# Lao Bảo
Lao Bảo – miasto w środkowym Wietnamie, w Regionie Wybrzeża Północno-Środkowego, w prowincji Quảng Trị, położone w pobliżu granicy z Laosem.